# 塔利希人
塔利希人（塔利希语：Tolışon，阿拉伯字母：تالشان）是伊朗系族群，分布于阿塞拜疆和伊朗之间的一个地区，横跨南高加索和里海西南岸，俄罗斯达吉斯坦共和国也有分布。他们说塔利希語，是伊朗西北部的一种语言。在伊朗吉兰省和阿尔达比勒省的北部地区以及阿塞拜疆共和国的南部地区都有使用者。